# 朝倉景恆
朝倉景恒（あさくら かげつね，？—1570年（元龜元年）），戰國時代武將。朝倉氏一門眾。中務大輔。越前國金崎城城主。

## 生平
朝倉景恒乃是朝倉景紀的次子，少年時被安排出家，法名松林院鷹瑳。在兄長朝倉景垙在永祿7年（1564年）與朝倉景鏡爭奪出征加賀的總大將不果，又在陣中發生爭執後被主君朝倉義景命令自盡，因此朝倉景恒被召回還俗繼承敦賀郡司的職務。永祿10年（1567年）10月，前來投奔朝倉義景的足利義昭正式由敦賀移往一乘谷城，便由朝倉景恒護送，但父親朝倉景紀再度因為跟朝倉景鏡爭奪席位不果而未出席。
永祿11年（1568年）7月，足利義昭因為朝倉義景遲為上洛，轉而接受織田信長的邀請，決定前往美濃國岐阜城
，朝倉義景也派遣朝倉景恒跟前波景定率領2000士兵護送足利義昭前往美濃。
元龜元年（1570年）4月25日，織田信長忽然大舉進攻越前敦賀郡，攻陷寺田釆女正鎮守的手筒山城，織田大軍隨後包圍了朝倉景恒所在的金崎城，在織田軍圍困下，朝倉景恒很快便失去戰意開城降伏。但因為淺井長政在織田軍後方呼應朝倉家展開夾攻，織田信長被迫撤出越前（金崎之戰）。
戰後，朝倉景恒遭到家中的嚴重非議，遂被監禁在永平寺，在9月時失意過世，敦賀郡司一職被朝倉義景廢除。